# One World
Az 1977-es One World John Martyn nagylemeze. Egyike a kísérleti jellegű albumainak, jellegzetessége a kinti felvételek. A Small Hours dalt késő éjszaka rögzítették vidéken. Az albumon hallható háttérzajokat a természet hangjai (egy közeli tó) és a természetes visszhang okozták.
Az album szerepel az 1001 lemez, amit hallanod kell, mielőtt meghalsz című könyvben.

## Az album dalai
|    | Cím                    | Szerző(k)         | Hossz |
| -- | ---------------------- | ----------------- | ----- |
| 1. | Dealer                 | John Martyn       | 4:58  |
| 2. | One World              | Martyn            | 4:10  |
| 3. | Smiling Stranger       | Martyn            | 3:29  |
| 4. | Big Muff               | Martyn, Lee Perry | 6:30  |
| 5. | Couldn't Love You More | Martyn            | 3:07  |
| 6. | Certain Surprise       | Martyn            | 3:52  |
| 7. | Dancing                | Martyn            | 3:43  |
| 8. | Small Hours            | Martyn            | 8:45  |

## Közreműködők
- John Martyn – ének, gitár, szájharmonika
- John Field – fuvola
- Steve Winwood – basszusgitár, elektromos zongora, moog szintetizátor
- Dave Pegg – basszusgitár
- Neil Murray – basszusgitár
- Andy Newmark – dob
- Morris Pert – ütőhangszerek
- Harry Robinson – vonósok
- Hansford Rowe – basszusgitár
- Bruce Rowland – dob
- Kesh Sathie – tabla
- Danny Thompson – basszusgitár
- John Stevens – dob
- George Lee – szaxofon
- Rico Rodriguez – harsona
- Tony Wright – borítóterv

## Fordítás
Ez a szócikk részben vagy egészben a One World (John Martyn album) című angol Wikipédia-szócikk ezen változatának fordításán alapul.  Az eredeti cikk szerkesztőit annak laptörténete sorolja fel. Ez a jelzés csupán a megfogalmazás eredetét és a szerzői jogokat jelzi, nem szolgál a cikkben szereplő információk forrásmegjelöléseként.